# Арі Трейсті Гудмундссон
Арі Трейсті Гудмундссон (нар. 3 грудня 1948) — ісландський геолог, письменник, документаліст, телеведучий, журналіст, лектор, альпініст і дослідник. Працював викладачем, консультантом та лектором з питань науки про Землю, екополітики та туризму. Він працював гірським гідом, ведучим програми погоди, медіаведучим і продюсером, планував природознавчі та наукові виставки в Ісландії, Парижі та Лондоні, а також був автором науково-популярних книг, художньої літератури та поезії. У 2012 році він був кандидатом у президенти. Він був членом Альтингу з 2016 до 2021 рік.

## Освіта
Арі Трейсті закінчив середню школу у 1968 році та закінчив курс філософії та психології в Університеті Ісландії у 1972 році. З 1968 року він навчався в Університеті Осло та здобув ступінь магістра мистецтв з геофізики та геології у 1973 році, а також поглиблено вивчав геологію в Університеті Ісландії (1983—1984). Відтоді його різноманітні завдання були зосереджені на дослідженнях, журналістиці, викладанні, альпінізмі та туризмі до 1987 року. Після цього він працював фрілансером, переважно консультував і проводив лекції, а також популяризував науку, охорону природи та інновації в засобах масової інформації, включно з радіо та телебаченням. Одночасно він написав десятки книг і створив, головним чином у співпраці з кінокомпанією Lífsmynd, велику кількість телевізійних програм і документальних фільмів.

## Автор
Арі Трейсті написав низку книг про природу Ісландії, геологію, вулканологію, астрономію, охорону довкілля, подорожі, походи й альпінізм. Загалом різні видавці опублікували понад 50 творів ісландською, англійською, німецькою, італійською та французькою мовами. Він також написав розкадрування та сценарії для багатьох телепрограм і документальних фільмів, створених п'ятьма різними компаніями, найчастіше у співпраці з оператором Валдімаром Лейфссоном (Lífsmynd).
Крім нон-фікшн Арі Трейсті — автор оповідань, збірок віршів і романів, загалом 12 художніх творів. У 2002 році вийшла друком його перша збірка оповідань «Vegalínur» («Лінії доріг»), за яку отримав літературну премію Галдора Лакснесса у 2002 році. Він отримав кілька інших нагород, зокрема Почесну літературну премію за нон-фікшн від Бібліотечного фонду у 1999 році, його номінували на премію з ісландської літератури у 2001 році за докладну книгу про вулканічну історію Ісландії («Íslenskar eldstöðvar») і отримав Премію за популяризацію науки у 2007 році. Він також написав багато статей для газет і журналів про довкілля, природу, культуру, туризм й альпінізм.

## Політика
Арі Трейсті був залучений у політику лівих як голова маоїстської ліги Комуністична єдність (марксистсько-ленінська) у 1973—1979 роках й у злитті двох ісландських маоїстських організацій у 1979—1983 роках; але потім став незалежним від політичних партій. У 2012 році був кандидатом на президентських виборах Ісландії. Наприкінці 2016 року він став членом Альтингу від Ліво-зеленого руху у Південному виборчому окрузі. Він склав повноваження у вересні 2021 року, не балотуючись на осінніх виборах. Арі Трейсті був заступником голови Комітету з питань довкілля, транспорту та муніципалітетів, постійним членом Комітету закордонних справ, головою комітету CPAR (Конференції парламентаріїв арктичних регіонів) і головою Комітету національного парку Тінгвеллір. Він був віцеголовою комітету парламентарів, який переглядав арктичну політику Ісландії у 2021 році.

## Альпінізм і дослідження
Арі Трейсті є міжнародним членом американського міжнародного міждисциплінарного професійного товариства The Explorers Club. Протягом десятиліть він багато подорожував і піднявся на багато гір у країні (зокрема перші сходження) і за кордоном. Він брав участь або очолював експедиції до різних віддалених місць в Арктиці, Європі, Азії та Південній Америці, а також усередині країни. У 2014 році відвідав Антарктичний півострів. У 1998 році його номінували на премію Nordic Environmental Price, у 2010 році став лауреатом премії Ісландської асоціації етичних гуманістів за комунікацію у науці та премії з охорони ґрунтів у 2015 році. Читав лекції у Гренландії, Канаді, Німеччині, Великій Британії та США. Він є членом комітету премії Лейфа Еріксона. Він брав участь у радіо- та телепрограмах про природу та науку у Норвегії, Данії, Німеччині, Нідерландах, Китаї, США, Росії та Великій Британії та був одним з експертів, які читали лекції в Європі про виверження вулкана Еяф'ятлайокютль у 2010 році. Арі Трейсті часто читав лекції про вулканічну активність в Ісландії або давав інтерв'ю ЗМІ про різні вулкани та виверження вулканів, а також про ісландські льодовики. Він працював над високотехнологічною виставкою LAVA в місті Гвольсведлюр у Південній Ісландії.

## Родичі
Арі Трейсті походить із родини художників: його брат Ерро — художник-постмодерніст і попартист з Парижа; їхній батько, Гудмундур з Міддала, був відомим художником, скульптором, фотографом і письменником, а його мати, Лідія, була провідним керамістом.

## Особисте життя
Арі Трейсті вільно володіє англійською, німецькою, данською, норвезькою та шведською мовами. У 1985 році він зіграв другорядну роль радянського солдата у блокбастері «Вид на вбивство».